# Eiphosoma fluminense
Eiphosoma fluminense là một loài tò vò trong họ Ichneumonidae.